# Carpi
Carpi (emilijsko Chèrp) je italijansko mestece in občina z okoli 70.000 prebivalci v pokrajini Modeni v deželi Emilija - Romanja. Je poslovno, industrijsko, obrtno, kulturno središče.

## Zgodovina
Ime kraja izhaja iz carpinus betulus, ki je ime za navadni gaber, drevo, ki je bilo posebej razširjeno v srednjem veku v Padski nižini. V prazgodovinskih časih je bilo naselje villanovanske kulture.
Temelj mesta je postavil lombardski kralj Ajstulf z Marijino cerkvijo v gradu (Castrum Carpi) leta 752. Od leta 1319 do 1525 je vladala družina Pio, nato je pripadlo rodbini Este kot del vojvodine Modene.
Mesto je prejelo srebrno medaljo za vojaško hrabrost, kar je priznanje za njegovo sodelovanje v uporu proti nemški zasedbi med drugo svetovno vojno.
Carpi je zadnja točka letnega italijanskega maratona, ki se začne v bližnjem Maranellu. Skoraj 1000 športnikov začne tekmo, ki je od leta 1988 vsako leto v čast Dorandu Pietriju, tekaču na dolge razdalje, rojenemu v Carpiju. Svojo olimpijsko zlato medaljo je izgubil zato, ker so mu po padcu v bližini ciljne črte pomagali vstati. 
Območje je bilo močno poškodovano v potresu maja 2012.
Vojvoda Modene, sedanji nosilec naslova princ Carpija, je princ Lorenz Belgijski, nadvojvoda Avstrije-Este.

## Geografija
Carpi meji z občinami Campogalliano, Cavezzo, Correggio (RE), Fabbrico (RE), Modena, Novi di Modena, Rio Saliceto (RE), Rolo (RE), San Prospero in Soliera.
V občino spadajo zaselki Budrione, Cantone Gargallo, Cibeno Pile, Cortile, Fossoli, Gargallo, Lama di Quartirolo, Migliarina, Osteriola, San Marino, San Martino Secchia in Santa Croce. 
Leta 1861 je imelo mesto Carpi 16.696 prebivalcev, v začetku 20. stoletja nekaj več kot 20.000, v 50. letih pa 40.000.
Po drugi svetovni vojni so bili v okrožju Cibeno zgrajeni novi vrstni apartmaji, na zahodu ob avtocesti Brenner A 22 pa poslovna četrt.
V potresu leta 2012 se je v Carpiju in Cavezzu zrušilo nekaj stavb. 

## Znamenitosti
Carpi odlikuje velik renesančni Trg mučenikov (Piazza Martiri) in je med največjimi v Italiji. Ob njem so arkade z 52 stebri.
Druge znamenitosti so:
- mestna hiša (Palazzo dei Pio) – nekdanji grad družine Pio. Posamezni deli, kot so stolp Passerina Bonaccolsija s cinami, renesančna fasada, stolp Galassa Pia ter gledališki stolp iz 17. stoletja, so iz različnih obdobij. Ta ima kapelo, ki sta jo postavila Bernardino Loschi in Vincenzo Catena;
- stolnico je zasnoval Baldassarre Peruzzi, risbe zanjo so shranjene v Gabinettu dei Disegni e Stampe v Uffiziju v Firencah in dokazujejo, da je imel Peruzzi stike z Leonardom da Vincijem. Gradnja se je začela leta 1514, baročna fasada je bila dodana leta 1701, kupola dokončana 1774;
- cerkev svete Marije v gradu ali Sagra je bila prvič omenjena v 9. stoletju. V 12. stoletju jo je spremenil papež Lucij III. in jo 1184 na novo posvetil. V 16. stoletju jo je nekoliko spremenil Baldassare Peruzzi – pročelje (1514);
- cerkev svete Klare;
- cerkev svetega Križa;
- cerkev svetega Bernarda Realina;
- cerkev svetega Bernarda Sienskega je bila ustanovljena leta 1605 in posvečena zavetniku mesta. Na levi strani fasade je kapucinski samostan;
- cerkev svetega Nikolaja;
- cerkev svetega Ignacija je sedež muzeja škofije Carpi;
- cerkev svetega Frančiška Asiškega.